# Meczet Babri w Ajodhji
Meczet Babri w Ajodhji (Babri Masdżid, urdu بابری مسجد, hindi बाबरी मस्जिद, arab. مسجد بابري, ang. Babri Mosque lub Mosque of Babur) – świątynia muzułmańska w Ajodhji w stanie Uttar Pradesh (Indie) wzniesiona w 1528 roku przez pierwszego władcę z dynastii Wielkich Mogołów Babura na ruinach hinduistycznej świątyni poświęconej bogowi Ramie (Ram Janmabhoomi). Hindusi wierzą, że świątynię tę wzniesiono w miejscu narodzin boga Ramy, wcielenia Wisznu.
Na początku lat dziewięćdziesiątych XX wieku przywódcy hinduskiej partii nacjonalistycznej Indyjskiej Partii Ludowej wezwali wszystkich hindusów do odbudowania świątyni Ramy na miejscu lub w pobliżu stojącego tam meczetu. Doprowadziło to do ostrych starć religijnych pomiędzy hinduistami a muzułmanami.
6 grudnia 1992 roku tysiące fanatyków hinduistycznych z ruchu Kar Sevaks zburzyło meczet, aby zbudować na jego miejscu hinduistyczny kompleks świątynny. Doszło wówczas do masowych pogromów ludności muzułmańskiej zarówno w mieście, jak i na terenie całych Indii.
Jedną z bezpośrednich przyczyn zniszczenia meczetu była opinia przedstawiona w lipcu 1992 przez grupę archeologów indyjskich, którzy stwierdzili, że meczet wzniesiony został na miejscu świątyni Ram Janmabhoomi. Do dziś przytoczone wówczas opinie archeologów wykorzystywane są w dyskusji politycznej na temat wydarzeń w Ayodhji w grudniu 1992 roku. W 2003 roku sąd stanowy w Uttar Pradesh zarządził przeprowadzenie badań archeologicznych mających jednoznacznie wykazać, czy należy odbudować meczet Babri, czy też wznieść w tym miejscu świątynię hinduistyczną. W ramach tych badań wykonano testy georadarem w miejscu zniszczonego meczetu, a następnie serię sondażowych badań wykopaliskowych w miejscu wykrycia anomalii geofizycznych. Trwające zaledwie kilka tygodni pospieszne badania wykopaliskowe przeprowadzone przez rządową instytucję Archaeological Survey of India doprowadziły do konkluzji, że meczet rzeczywiście wzniesiony został na pozostałościach starszej, średniowiecznej świątyni hinduistycznej.
Wykorzystywanie argumentów archeologicznych do uzasadnienia niszczenia zabytków zbulwersowało światową opinię archeologiczną, wywołując m.in. gwałtowne reakcje w czasie kongresu międzynarodowego stowarzyszenia archeologów World Archaeological Congress (WAC), który odbył się w 1994 w New Delhi w Indiach.
5 lipca 2005, pięciu islamskich terrorystów zaatakowawszy świątynię hinduską (Ramlalla mandir) w Ajodhji zostało zastrzelonych przez służby bezpieczeństwa, od wybuchu bomby zginęła 1 osoba cywilna.